# Pigarg cuablanc
El pigarg cuablanc o àguila marina (Haliaeetus albicilla), també conegut com a pigarg europeu, àguila de cua blanca, àguila de mar, àguila marina de cua blanca o àguila pescatera és una espècie d'ocell rapinyaire de la família dels accipítrids (Accipitridae). No se'n coneixen subespècies. Es troba al nord d'Euràsia. El seu estat de conservació es considera de risc mínim.
Únic membre europeu del gènere Haliaeetus, el nom comú de pigarg es fa extensiu a la resta de les espècies del gènere.

## Descripció
L'àguila de cua blanca és un ocell gros, abasta una llargada de 76 a 92 cm i una envergadura d'ales de 200 a 250 cm. Les femelles són significativament més grosses que els mascles. L'àguila de cua blanca té ales amples, un cap gros i un gruixut bec «carnisser». L'adult és principalment de color marró excepte pel seu cap i clatell més pàl·lid, té una distintiva cua blanca, el bec i les potes són grocs. La cua i el bec de l'àguila pescatera al seu estadi juvenil són més foscos, en els subadults la cua torna blanca amb una franja fosca en el seu acabament. És un animal molt emblemàtic i majestuós, raó per la qual és protegit.

## Distribució i sistemàtica
Aquesta és una àguila molt grossa que es reprodueix al nord d'Eurasia. La major població a Europa es troba al llarg de la costa de Noruega.
A les Illes Britàniques, on s'havia extingit, se la va reintroduir amb èxit a l'Illa de Rum, a l'arxipèlag de les Small Isles a Escòcia, el 1975 i ara la seva àrea de reproducció inclou les Hèbrides Exteriors i les Small Isles, com també les illes Mull, Skye, Lewis, Canna i la costa de Wester Ross. Més recentment, s'ha reintroduït també al sud d'Anglaterra però la població roman escassa a la Gran Bretanya.
El 22 de maig del 2006 es va anunciar que una parella d'àguiles de cua blanca estava niant en la reserva natural d'Oostvaardersplassen als Països Baixos. Aquesta és la primera vegada en temps moderns que aquesta au ha tornat a niar en aquest país.
L'àguila de cua blanca és una au principalment sedentària, però les aus que habiten a les regions de l'extrem nord tals com la població de Sibèria migren cap al Sud a l'hivern.
Hi ha una petita població a l'extrem sud-oest de Groenlàndia i l'oest d'Islàndia. A causa de la seva major mida s'ha proposat que les aus de Groenlàndia formen una subespècie groenlandicus, però es considera aquesta espècie és monotip i la variació de mida és clinal d'acord amb la regla de Bergmann.
L'àguila de cua blanca forma una espècie parella junt amb l'àguila calba. Aquestes espècies van divergir d'altres àguiles marines al començament del Miocè primerenc (c. 10 mya) a tot tardar, i possiblement - si els registres fòssils més antics estan correctament assignats a aquest genus - abans en l'Oligocè primerenc, uns 28 mya (Wink et al. 1996).
En forma similar a altres parells d'espècies d'àguiles marines, aquest es compon d'una espècie amb cap blanc (l'àguila calba) i una altra amb cap color torrat. Probablement es van separar al Pacífic nord, dispersant-se cap a l'oest a Euràsia i cap a l'est a Amèrica del Nord. Igual com l'altra espècie nòrdica, l'àguila marina de Steller, els adults tenen ulls, potes i becs grocs.

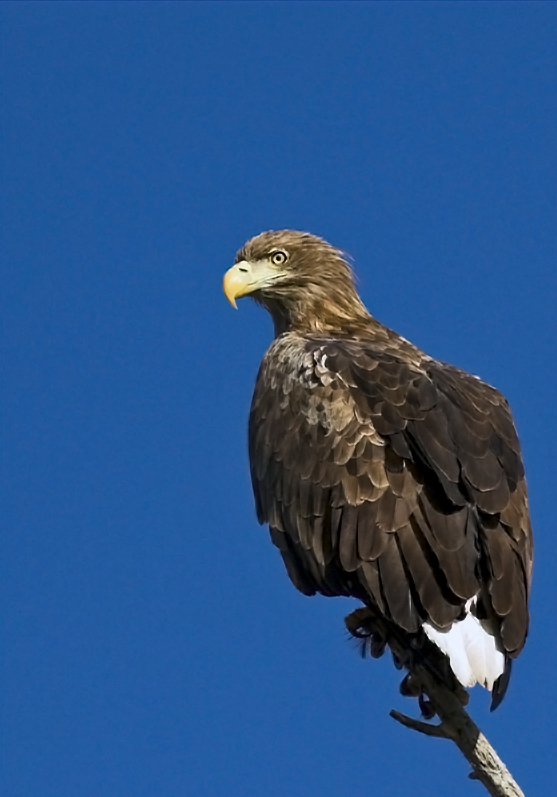
Àguila marina